# Enrique Cedillo
Enrique de Jesús Cedillo Ortíz (sinh ngày 8 tháng 4 năm 1996) là một cầu thủ bóng đá người México thi đấu ở vị trí hậu vệ cho Liga MX club América.

## Sự nghiệp câu lạc bộ
Ngày 22 tháng 7 năm 2017, Cedillo ra mắt đội một cho Club América trước Querétaro.